# 農業経営者
『農業経営者』（のうぎょうけいえいしゃ）は、株式会社農業技術通信社（東京都新宿区）が発行する月刊誌である。

## メディアとしてのスタンス
雑誌名が示すように、ターゲットする読者を、農業従事者ではなく経営者に絞り込んだ雑誌である。
他に農業を扱う専門誌には『現代農業』や『家の光』、新聞としては『日本農業新聞』などがあるが、
それらのメディアとは明確にスタンスを異にする。
同誌はいわゆる農家、生産者に対して、顧客主義に基づく経営戦略や実務情報を提供している。
また、同誌は「すべては農場の進化のために」というコンセプトを掲げている。

## 連載陣
- 高橋がなり「アグリの猫」
- 土門剛「土門辛聞」
- 昆吉則「江刺の稲」
- 黒木安馬「人生・農業リセット法」